# Arco de Santa Catalina
O Arco de Santa Catalina é um dos monumentos mais reconhecidos da cidade de Antigua Guatemala, declarado Patrimônio da Humanidade pela UNESCO. 
Pertencia originalmente às freiras reclusas do convento de Santa Catalina Virgen y Mártir, mas depois da mudança da capital da Capitania-Geral da Guatemala de Santiago dos Caballeros da Guatemala à Nova Guatemala da Assunção depois dos Terremotos de Santa Marta em 1773, a estrutura ficou abandonada. O Arco de Santa Catalina, o Claustro Conventual e a Nave da Igreja formam o conjunto monumental do Antigo Convento de Santa Catalina Virgen y Mártir; dos quais o arco e a nave da igreja são propriedade da municipalidade da Antiga Guatemala, sendo o claustro conventual de propriedade privada. O antigo claustro passou para mãos privadas a princípios do século XIX, enquanto o arco e as ruínas da igreja ficaram abandonados. O arco foi reformado na década de 1890 pelo governo do general Manuel Lisandro Barillas Bercián e construiu-se sobre ele uma torre de relógio.

## História
O Convento de Santa Catalina Virgen y Mártir possuía um caráter de reclusão, o que significa que suas internas evitavam ter contato com as pessoas da cidade em general. O convento foi ganhando adeptas gradualmente, e com seu crescimento ele passou a ocupar uma parte da quadra localizada à frente. Isto significava um problema, pois as freiras não tinham nenhuma intenção de cruzar por meio da rua.

### Terremotos do século XVIII
A cidade de Santiago dos Caballeros da Guatemala foi açoitada por três fortes terremotos no século XVIII: o terremoto de San Miguel em 1717, o terremoto de San Casimiro em 1751 e o terremoto de Santa Marta em 1773.
Após o Terremoto de San Casimiro em 1751, que destruiu boa parte da cidade de Santiago dos Caballeros, se renovaram muitos edifícios e se construíram numerosas estruturas novas, de modo que em 1773 a cidade era praticamente completamente nova. A maioria das casas particulares da cidade eram amplas e suntuosas, tanto que as portas exteriores e interiores eram de madeira lavrada e as janelas eram de finos cristais. Era comum encontrar nas residências pinturas de artistas locais com molduras recobertas de ouro, nácar ou casco de tartaruga, espelhos finos, lustres de prata, e tapetes delicados. Os templos católicos também eram magníficos: haviam 26 igrejas na cidade, e 15 ermidas e oratórios; a catedral era a estrutura mais suntuosa: com três espaciosas naves, duas capelas aos lados, com enormes portas de acesso que eram lavradas e douradas.

### Reforma do arco
Inicialmente o arco não incluía o relógio; este foi colocado na década de 1890. O relógio, da marca francesa Lamy Amp Lacroix, necessitava que lhe dessem corda a cada três dias, e foi danificado durante o terremoto de 1976 e deixou de funcionar, mas foi consertado em 1991.
Atualmente o edifício abriga o Hotel Convento de Santa Catalina Mártir, e a rua é conhecida popularmente como a Rua do Arco. Nela se celebra o final do ano e chegada do ano novo, com uma variedade de espectáculos culturais que vão desde música, poesia e relatos, até dances tradicionais.

## Galeria

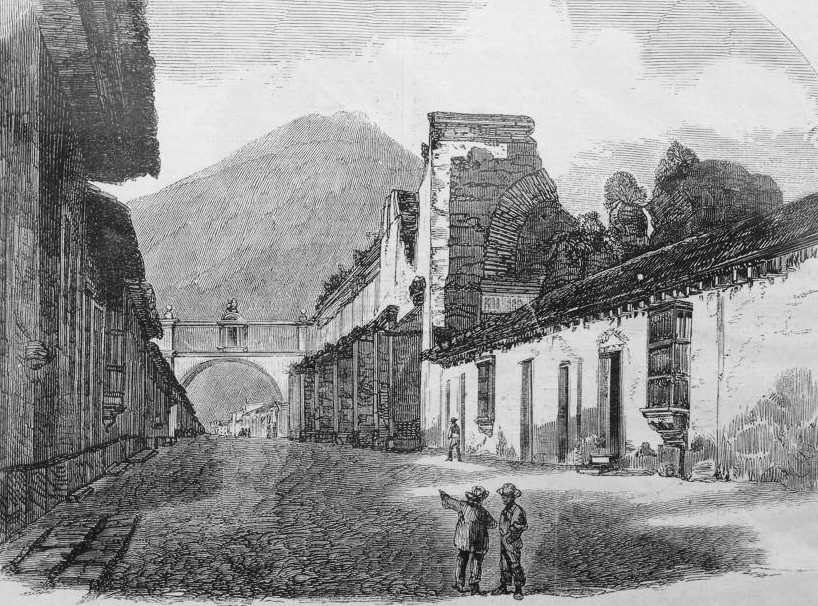
Arco de Santa Catalina em 1870, aproximadamente
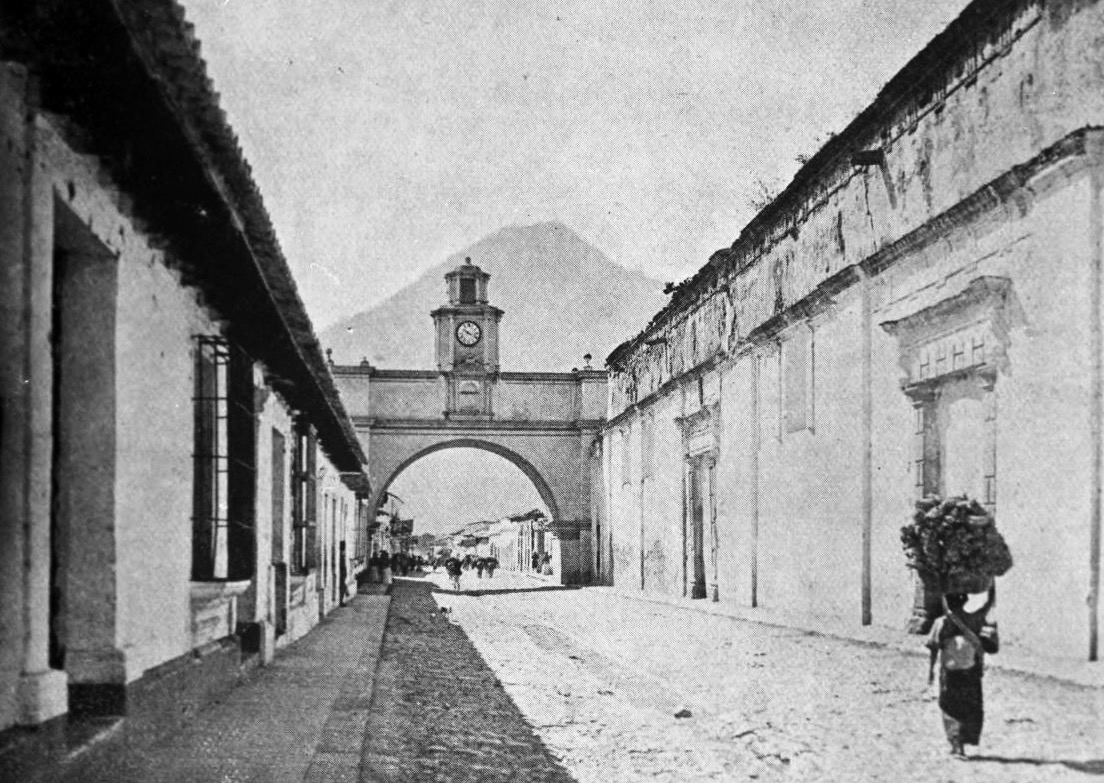
Arco de Santa Catalina em 1898
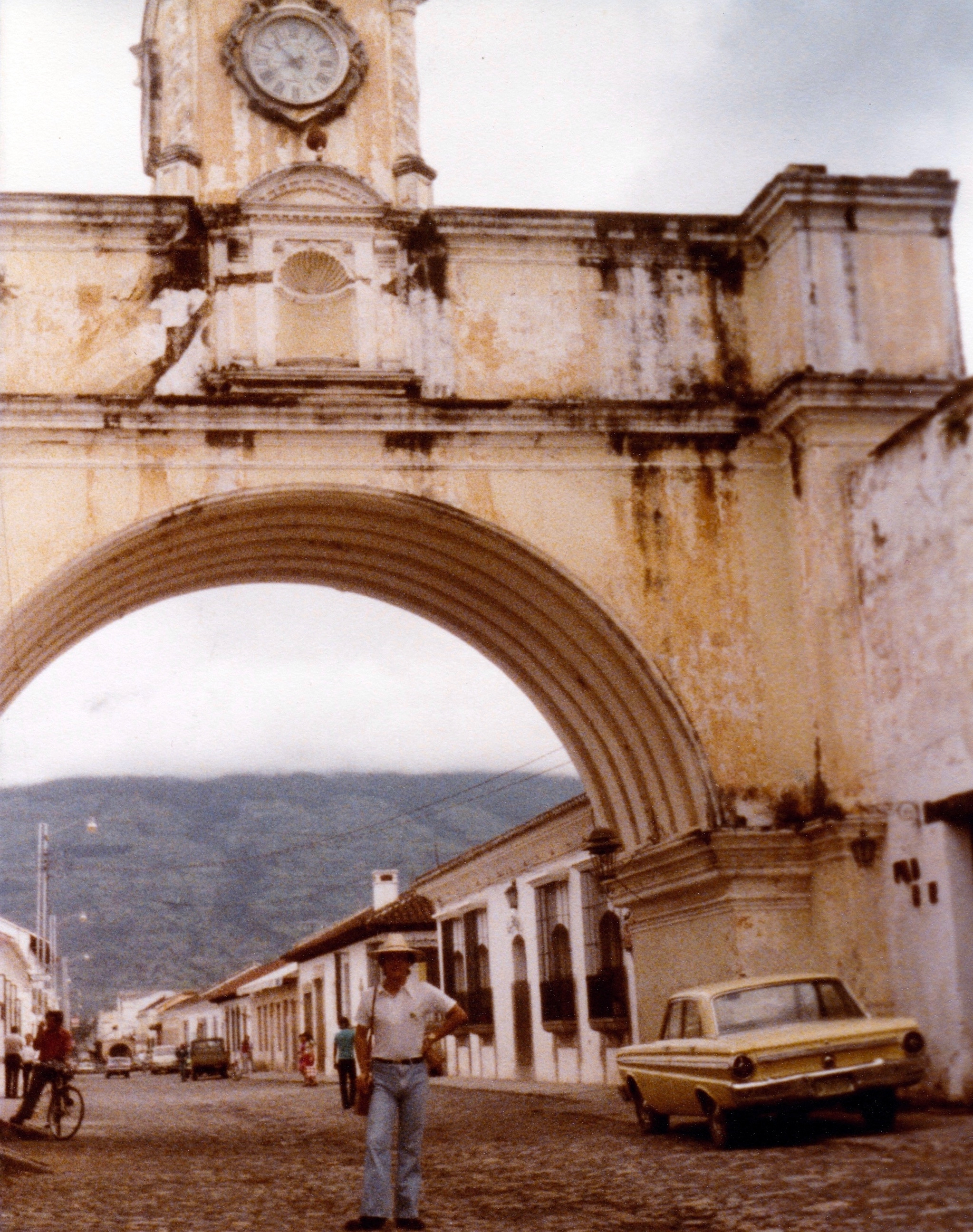
Arco em 1979
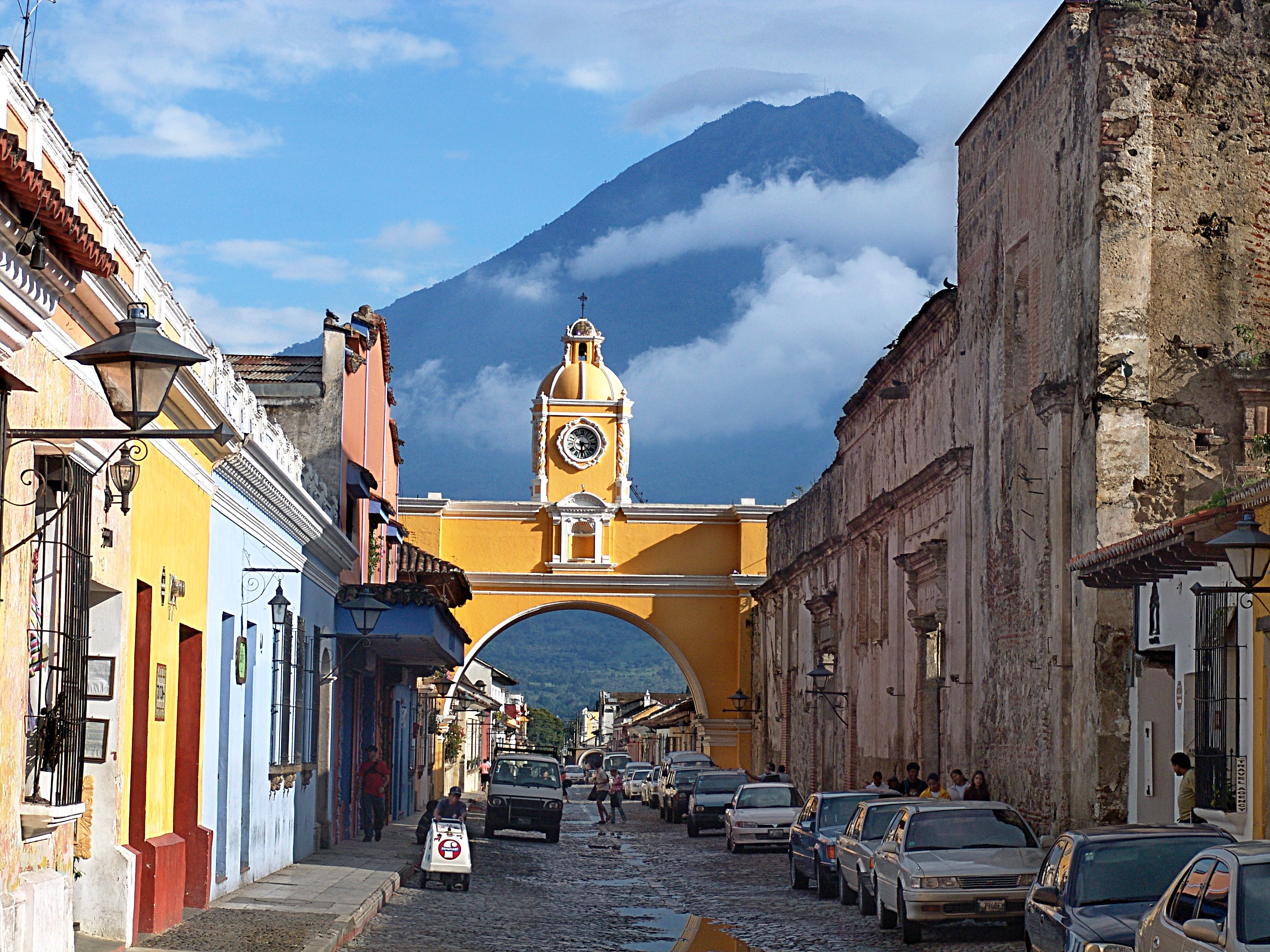
Arco de Santa Catalina em 2010
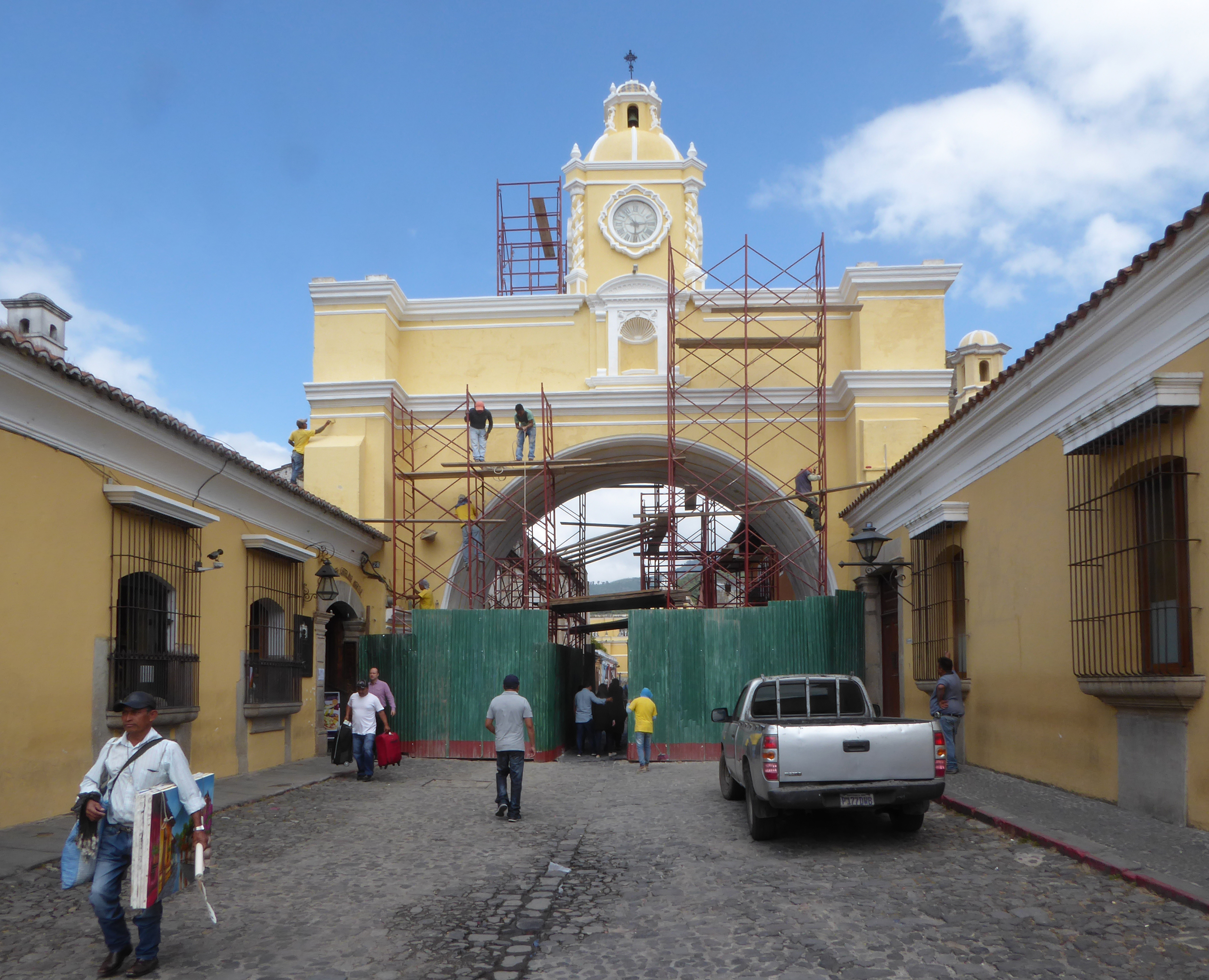
Restauração em 2017